# Vucașin Mrniavcevici
Vucașin Mrniavcevici (în sârbă Вукашин Мрњавчевић; n. cca. 1320 – d. 26 septembrie 1371) a fost un conducător sârb a centrului și nord-vestului statului modern Macedonia, domnind între 1365 și 1371.

## Originea
Potrivit istoricului din Ragusa secolului XVII, Mavro Orbin, tatăl său a fost un minor nobil numit Mrnjava din Zachlumia, ai cărui fii Vucașin și Uglieșa s-au născut în Livno, în vestul Bosniei de astăzi. Unele surse istorice ale lui Orbin se bazează pe tradițiile orale ale perioadei sale, dar un document ragusan din 1280 menționează un nobil Mrnjan din Trebinje, un oraș în Travunia, în imediata apropiere a Zachlumiei.
Același Mrnjan este menționată din nou într-o cartă din 1289 ca un trezorier al reginei Elena de Anjou, mama regelui sârb Milutin. După ce Zachlumia a fost anexată de Bosnia în 1326, familia de Mrnjan (sau Mrnjava) ar fi putut mutat la Livno. Eventual, familia a sprijinit invazia împăratului sârb Dușan în Bosnia din 1350, la fel ca și ceilalți nobili zachlumieni, și temându-se de pedeapsa, a emigrat în Serbia, atunci când războiul era pe cale să înceapă.
În favoarea unei origini zachumlene sau travuniene a lui Vukașin, relatează inscripția de pe mormântul dintr-o biserică din Ohrid, unde un anumit Ostoja Rajakovici din clanul Ugarcici (d. 1379), este menționată ca un văr al fiului mai mare a lui Vukașin. Clanul Ugarcici este atestat în sursele contemporane ca locuind în regiunea Trebinje.

## Ascensiunea și domnia
După ce Serbia s-a extins spre sud în Macedonia, lorzii feudali locali greci au fost înlocuiți cu sârbi, majoritatea din Zachlumia și Travunia. În jurul anului 1350, împăratul Dușan l-a numit pe Vukașin jupan (guvernator de district) în Prilep. După aceasta, Vukașin rapid a devenit unul dintre cei mai puternici nobili sârbi în momentul morții subite a lui Dușan în 1355.
I-a fost oferit titlul de despot de către succesorul lui Dușan, împăratul Ștefan Uroș al V-lea al Serbiei. În 1365, a fost încoronat rege al sârbilor și grecilor, drept co-conducător al împăratului Uroș. A domnit peste un teritoriu care a inclus Prizren, Skopje și Prilep, având relații bune cu fratele său, despotul Uglieșa Mrniavcevici care au condus-o zona din jurul orașului macedonean Ser. Mai târziu, a devenit atât de puternic încât nu mai asculta de Uroș.

## Campania antiotomană și moartea
În 1370, a contribuit la mănăstirile de pe muntele Athos și a pregătit un război împotriva Imperiului Otoman, cu suportul fratelui său. În iunie 1371, Vucașin asedia orașul Trebinje, dar va eșua. În septembrie 1371, a înființat o coaliție cu fratele său împotriva otomanilor. Armata sârbă a coaliției număra cca. 20,000 - 70,000 de oameni, care au întâlnit armata otomană condusă de beglerbegul Rumeliei, Lala Sahin Pașa, în bătălia de pe Marița, pe 26 septembrie 1371, unde tacticile superioare otomane au învins armata coaliției. Otomanii au atacat armata sârbă în timp ce se odihneau, iar forțele lui Vukașin au fost învinse, mulți soldați sârbi ucigându-se între ei.

## Legături externe
- en  Вукашин Мрњавчевић - Vucașin Mrniavcevici Arhivat în 30 iulie 2010, la Wayback Machine.

| Vucașin Mrniavcevici Familia MrniavceviciNaștere: cca. 1320 Deces: 26 septembrie 1371 |                                                        |                              |
| Titluri regale                                                                        |                                                        |                              |
| Predecesor: Ștefan Uroș al V-lea                                                      | Rege al Sârbilor și Grecilor 1365 - 26 septembrie 1371 | Succesor: Marko Mrniavcevici |